# Ernest Edgcumbe, III conte di Mount Edgcumbe
Ernest Augustus Edgcumbe, III conte di Mount Edgcumbe (23 marzo 1797 – 3 settembre 1861), è stato un politico inglese.

## Biografia
Era il secondogenito, ma il primo figlio superstite, di Richard Edgcumbe, II conte di Mount Edgcumbe, e di sua moglie, Lady Sophia Hobart, figlia di John Hobart, II conte di Buckinghamshire. Studiò alla Harrow School e al Royal Military College di Sandhurst.

## Carriera
Nel 1814 intraprese la carriera militare come alfiere nel reggimento della Grenadier Guards e combatté nella battaglia di Waterloo.
Fu deputato per Fowey (1819-1826) e Lostwithiel (1826-1830). Nel 1837 successe al padre nella contea e entrò nella Camera dei lord.
Ha ricoperto diversi incarichi a corte, come aiutante di campo di Guglielmo IV (1830-1837) e della regina Vittoria (1837-1857).

## Matrimonio
Sposò, il 6 dicembre 1831, Caroline Augusta Feilding (1808-2 novembre 1881), figlia del contrammiraglio Charles Feilding e Lady Elizabeth Theresa Fox-Strangways. Ebbero tre figli:
- William Edgcumbe, IV conte di Mount Edgcumbe (5 novembre 1833-25 settembre 1917);
- Lord Charles Ernest Edgcumbe (1839-14 settembre 1915);
- Lady Ernestine Emma Horatia Edgcumbe (1843-1925).

## Morte
Morì il 3 settembre 1861, all'età di 64 anni.